# Сур Сінґх
Савай Сур (Шур) Сінґх (гінді सूर सिंह; 24 квітня 1571 — 7 вересня 1619) — раджа Марвару в 1595—1619 роках. Відомий також як Сурадж Мал. Був вірним васалом Імперії Великих Моголів, що дозволило розширити володіння та збільшити статки.

## Життєпис
Походив з династії Ратхор. Син Удай Сінґха і Мангарнгдеві (донька Аскарани з клану Качваха, що був раджею Нарвару). Народився 1571 року в Делі. Його кар'єрі при могольському дворі сприяв шлюб сестри Манаваті Баї (після шлюбу — відома як Джаґат Госайн) 1586 року з могольським спадкоємцем Салімом. З 1594 року перебував разом з батьком в Лахорі, де той був субадаром.
1595 року після смерті батька спадкував Марварське князівство. Водночас отримав від падишаха Акбара мансаб в 2 тис. зат (осіб) та 800 савар (кіннотників), ставши одним зі значних сановників імперії, а також володіння в 16 парганів (округів).
1597 року придушив повстання Багадура з династії Музаффаридів в Гуджаратській субі. 1599 року рушив на допомогу шахзаде Даніял Мірзі для підкорення Хандеського султанату, що було здійснено 1600 року, але до січня 1601 року довелося облягати ворожу фортеці Асігарх. Потім брав участьу кампаніях проти Маліка Амбара в Ахмеднагарському султанаті.
1604 року повернувся до Марвару, невдовзі отримав у володіння паргани Джайтаран і західну половину Мерти. На знак визнання його численних заслуг він отримав спадковий титул савай раджа (савай значить 1/4, тобто більше ніж звичайний раджа).
Продовжив користуватися прихильність могольського уряду за панування свого швагера Джаханґіра. 1607 року придушив нове повстання в Гуджаратській субі. За це 1608 року отримав мансаб в 3 тис. зат і 2 тисю савар. 1613 року отримав паргану Фалоді, тим самим практично повністю відновивши Марварське князівство. Невдовзі долучився до шахзаде Хуррама у військовій кампанії проти меварського магарани Амар Сінґха I, якого 1615 року було повністю подолано. На дяку Сур Сінґх отримав мансаб в 5 тис. зат (найвищий з можливих) і 3300 савар.
За цим рушив на чолі війська проти Малік Амбара, якому завдав низки поразок. За наказом падишаха йому вручили почесну мантію разом із конем. Боровся з Амбаром та бідарським султаном Амір Барід-шахом III до 1617 року. Потім взаємодіяв з шахзаде Хуррамом і біджапурським султаном Ібрагімом Аділ-шахом II, залишаючись в Декані. тут й помер у 1619 році. Йому спадкував старший син Гадж Сінґх.

## Культурна діяльність
Був великим любителем мистецтва. Від його часу збереглося безліч картин, що зберігаються нині в Музеї м. Бароди і в приватній колекції Санграма Сінгха. Серед книг, проілюстрованих під його заступництвом, виділяється історичний твір «Дхол Мару».